# Алта-Флореста (микрорегион)

Алта-Флореста на карте.

Алта-Флореста (порт. Microrregião de Alta Floresta) — микрорегион в Бразилии, входит в штат Мату-Гросу. Составная часть мезорегиона Север штата Мату-Гроссу. Население составляет 99 141 человек (на 2010 год). Площадь — 51 397,648	км². Плотность населения — 1,93	чел./км².

## Демография
Согласно сведениям, собранным в ходе переписи 2010 г. Национальным институтом географии и статистики (IBGE), население микрорегиона составляет:						
| Полное население                             | Полное население                             | Полное население                             | Полное население                             | 99 141 |
| -------------------------------------------- | -------------------------------------------- | -------------------------------------------- | -------------------------------------------- | ------ |
| в том числе:                                 | Городское население                          | 67 357                                       | Процент городского населения, %              | 67,94  |
|                                              | Сельское население                           | 31 784                                       | Процент сельского населения, %               | 32,06  |
|                                              | Мужское население                            | 51 976                                       | Процент мужского населения, %                | 52,43  |
|                                              | Женское население                            | 47 165                                       | Процент женского населения, %                | 47,57  |
| Плотность населения, чел/км²                 | Плотность населения, чел/км²                 | Плотность населения, чел/км²                 | Плотность населения, чел/км²                 | 1,93   |
| Население микрорегиона в % к населению штата | Население микрорегиона в % к населению штата | Население микрорегиона в % к населению штата | Население микрорегиона в % к населению штата | 3,27   |

## Статистика
- Валовой внутренний продукт на 2003 год составляет 530 836 977,00 реалов (данные: Бразильский институт географии и статистики).
- Валовой внутренний продукт на душу населения на 2003 год составляет 5900,92 реалов (данные: Бразильский институт географии и статистики).
- Индекс развития человеческого потенциала на 2000 год составляет 0,746 (данные: Программа развития ООН).

## Состав микрорегиона
В составе микрорегиона включены следующие муниципалитеты:
1. Алта-Флореста
2. Апиакас
3. Карлинда
4. Нова-Бандейрантис
5. Нова-Монти-Верди
6. Паранаита